# Seiichi Sakiya
Seiichi Sakiya, född 1 december 1950 i Hiroshima prefektur, Japan, är en japansk tidigare fotbollsspelare.